# Un siglo sin ti
"Un siglo sin ti" es una canción interpretada por el artista puertorriqueño Chayanne de su décimo álbum de estudio Sincero (2003). La canción fue escrita por el cantautor venezolano Franco De Vita y producida por René Luis Toledo. Se lanzó como el sencillo principal del álbum el 30 de junio de 2003 bajo el sello discográfico Sony Discos. Es la canción más destacada del álbum y de ella se han hecho más versiones incluso en otros idiomas,

## Lista de canciones

### Descarga digital[10]
| Un siglo sin ti — Single |                   |          |  |
| N.º                      | Título            | Duración |  |
| 1.                       | «Un siglo sin ti» | 4:41     |  |

## Posicionamiento en listas
| Listas (2003)                    | Máxima posición |
| -------------------------------- | --------------- |
| Top 100 mexicano                 | 4               |
| Latinoamérica Top 100            | 6               |
| U.S. Billboard Hot Latin Tracks  | 1               |
| U.S. Billboard Latin Airplay     | 1               |
| U.S. Billboard Latin Pop Airplay | 1               |

### Sucesión en las listas
| Predecesor: Fotografía de Juanes featuring. Nelly Furtado | U.S. Billboard Hot Latin Tracks — Sencillo N°. 1 6 de septiembre de 2003 - 12 de septiembre de 2003 | Sucesor: Antes de Obie Bermúdez |

| Predecesor: Fotografía de Juanes featuring. Nelly Furtado | U.S. Billboard Latin Pop Airplay — Sencillo N°. 1 6 de septiembre de 2003 - 24 de octubre de 2003 | Sucesor: Te necesito de Luis Miguel |